# Death of a Salesman (filme)
Death of a Salesman (bra: A Morte do Caixeiro-Viajante; prt: Morte de um Caixeiro-Viajante) é um filme norte-americano de 1951, do gênero drama, dirigido por László Benedek, com roteiro de Stanley Roberts baseado na peça teatral Death of a Salesman, de Arthur Miller.

## Sinopse
Depois de trinta e quatro anos na estrada, o caixeiro viajante Willy Loman descobre que nada ganhou na vida, a não ser decepções e desespero. Obcecado pela desejo de ser amado por todos, ele tenta fazer as pazes com a família — Linda, a esposa dedicada e compreensiva, e os filhos Biff e Happy. Entretanto, assombrado pela certeza de ter feito escolhas erradas, de ter lutado por falsos valores, de ter sido vítima de oportunidades perdidas e expectativas irracionais, Willy vê-se diante do único caminho que lhe resta: o suicídio. Linda não derrama nenhuma lágrima em seu enterro.

## Prêmios e indicações
| Prêmio             | Categoria                           | Recipientes          | Resultado |
| ------------------ | ----------------------------------- | -------------------- | --------- |
| Oscar 1952         | Melhor ator                         | Fredric March        | Indicado  |
| Oscar 1952         | Melhor ator coadjuvante             | Kevin McCarthy       | Indicado  |
| Oscar 1952         | Melhor atriz coadjuvante            | Mildred Dunnock      | Indicado  |
| Oscar 1952         | Melhor fotografia em preto e branco | Frank Planer         | Indicado  |
| Oscar 1952         | Melhor trilha sonora                | Alex North           | Indicado  |
| Globo de Ouro 1952 | Melhor direção                      | László Benedek       | Venceu    |
| Globo de Ouro 1952 | Melhor ator - drama                 | Fredric March        | Venceu    |
| Globo de Ouro 1952 | Revelação masculina                 | Kevin McCarthy       | Venceu    |
| Globo de Ouro 1952 | Melhor fotografia em preto e branco | Frank F. Planer      | Venceu    |
| BAFTA 1953         | Melhor filme                        | George Glass (prod.) | Indicado  |
| BAFTA 1953         | Melhor ator estrangeiro             | Fredric March        | Indicado  |

## Elenco
| Ator/Atriz       | Personagem        |
| ---------------- | ----------------- |
| Fredric March    | Willy Loman       |
| Mildred Dunnock  | Linda Loman       |
| Kevin McCarthy   | Biff Loman        |
| Cameron Mitchell | Happy Loman       |
| Howard Smith     | Charley           |
| Royal Beal       | Ben               |
| Don Keefer       | Bernard           |
| Jesse White      | Stanley           |
| Claire Carleton  | Senhorita Francis |
| David Alpert     | Howard Wagner     |

## Produção
Drama devastador sobre a perseguição ao Sonho Americano e a ética do sucesso, Death of a Salesman, um clássico do teatro norte-americano, estreou na Broadway em fevereiro de 1949 e ficou em cartaz até novembro de 1950, num total de 742 representações.
A versão cinematográfica conservou vários atores do elenco original: Mildred Dunnock, Cameron Mitchell, Howard Smith e Don Keefer. O papel de Willy Loman, no entanto, interpretado por Lee J. Cobb no palco, foi entregue a Fredric March. Cobb foi impedido de trabalhar no filme por causa de seu passado esquerdista. Kevin McCarthy, por sua vez, estreou no cinema repetindo seu papel na montagem londrina -- o de Biff, o filho mais velho de Willy Loman (feito na Broadway por Arthur Kennedy).
Obra mais conhecida de Arthur Miller, vencedora do prêmio Pulitzer para drama de 1949 e do Tony de Melhor Peça do mesmo ano, Death of a Salesman resultou em um filme aclamado pela crítica, porém foi um fracasso comercial. Segundo Bruce Eder, "a falência do Sonho Americano não era o primeiro item na lista dos espectadores de 1951". Sintomaticamente, Death of a Salesman candidatou-se a cinco Oscars, porém não ganhou nenhum.
Para Ken Wlaschin, este é um dos onze melhores trabalhos de Fredric March.